# Mendham (Nueva Jersey)
Mendham es un borough ubicado en el condado de Morris en el estado estadounidense de Nueva Jersey. En el año 2010 tenía una población de 4,981 habitantes y una densidad poblacional de 329 personas por km².

## Geografía
Mendham se encuentra ubicado en las coordenadas 40°46′28″N 74°36′6″O / 40.77444, -74.60167.

## Demografía
Según la Oficina del Censo en 2000 los ingresos medios por hogar en la localidad eran de $110,348 y los ingresos medios por familia eran $129,812. Los hombres tenían unos ingresos medios de $96,672 frente a los $48,542 para las mujeres. La renta per cápita para la localidad era de $48,629. Alrededor del 4.1% de la población estaba por debajo del umbral de pobreza.